# 安田康彦
安田 康彦（やすだ やすひこ、1972年10月19日 - ）は、日本中央競馬会 (JRA) の元騎手。現在は競馬評論家。
別名は「Door Scope Yasuo」。
騎手時代の通算成績は4729戦402勝。
滋賀県栗太郡栗東町（現・栗東市）出身。愛称は「ヤスヤス」「ヤスヒコ」。父は安田伊佐夫元調教師。

## 経歴・人物
幼少時には喘息の持病を抱えていた。
競馬学校騎手教育課程第7期の同期には藤田伸二、四位洋文、郷原洋司らがいる。藤田は著書『競馬番長のぶっちゃけ話』（2009年 宝島社）で「康彦は競馬学校内での勉強も良くできた男」と評価していた。
栗東・宇田明彦厩舎所属でデビュー。初騎乗は1991年3月2日の中京競馬第2競走でロンググレート。同年3月16日の中京競馬第3競走で同馬にて初勝利を飾る。
重賞初勝利は1992年の札幌3歳ステークスでテイエムハリケーン騎乗にて挙げた。1994年に宇田が死去したため厩舎は解散し、父の伊佐夫厩舎に移籍。後に最初の妻と結婚し、1女の父となった。
1999年の秋華賞でブゼンキャンドルに騎乗し、単勝12番人気の低評価を覆して、自身初のGI勝利となった。レース後の勝利騎手インタビューでは「穴を開けてしまってすみません」と笑顔で話した。2002年の菊花賞でも16番人気のファストタテヤマを2着に導くなど、重賞競走での穴男的存在であった。
2000年には前年のデビュー時から主戦騎手を務めていたメイショウドトウがGIでたびたび連対するほどに成長。和田竜二騎乗のテイエムオペラオーと幾度たる死闘を繰り広げた。2001年の宝塚記念では先行策を取り、テイエムオペラオーの追撃を振り切っての勝利を挙げた。
父譲りの高い騎乗センスを持ち「穴ジョッキー」として人気のある騎手だったが、当時は酒癖が極めて悪く、また素行にはかなりの問題があり、調教に酒を飲んだまま参加したり、調教を無断で休み、厩舎関係者や調教助手からクレームや叱責が相次ぐなど数々の問題を起こしていた。ただし、酒癖が極めて悪いと言っても、それは調教参加時の安田の態度についてのみを問題視したものであり、安田自身は酒に酔って暴れたり競走馬や競馬関係者に対して危害を加える行為は一切なかった。
2005年頃から、主に上記の酒による素行不良が原因でGIジョッキーにもかかわらず、急激に騎乗数が減った。父の伊佐夫厩舎からの騎乗依頼も激減するなど厳しい状況になり、2006年4月30日をもって騎手を引退した。引退届は父の伊佐夫が出した。また騎手引退と相前後して最初の妻と不和となり離婚し、娘の親権は前妻側が持つこととなった。
引退後、一時表舞台から姿を消していたが、2007年9月に同年8月京都市内のコンビニエンスストアにて店員を脅したなど恐喝の疑いで逮捕され、図らずも現況が報道される。
その後も伊佐夫すら消息を知らない状態が続いていたが、2013年、「競馬最強の法則」増刊号に掲載の対談記事「競馬ブラックジャーナル」の取材で久し振りに公の場に姿を現した。その対談内では酒を飲んでいる写真も掲載されていたが、騎手時代とは異なり、酒癖が著しく改善していることも取材者側から評価されていた。また、「あの時は自暴自棄であった」と、騎手時代より引退後までの一連の行為の反省を行ったほか、酒に酔って調教を休んだ際にはJRAに2週間程度の休養届を提出したこと、引退後は株取引を行って失敗したこと、その後は東南アジアを訪問したりしていたこと、また将来は競馬関連の新聞や雑誌の執筆や取材も受けてみたいとの意欲表明などを述べていた。直後に発売された競馬最強の法則2013年6月号で宝塚記念の展望を執筆し、本格的に競馬評論家として再出発を開始した。翌月発売された同紙の同年7月号にもコラムを執筆した。
その後4年間、再度表舞台から去っていたが、2017年、「競馬最強の法則」2017年11月号掲載の「二度消えた男がふたたび“最強”に現れた 消息不明ジョッキー　あのヤスヤスは、今」とのタイトルでの対談記事で4年振りに公の場に登場。2013年増刊号と同じく、酒に関するエピソード、株取引の失敗、東京都板橋区ときわ台のアパートや沖縄で生活したり、タイを中心として東南アジア諸国を流浪したことや、一度は絶縁状態に近かった父の伊佐夫との関係が死去直前に修復されたことを回顧した。康彦は伊佐夫に面会した際に、病床にいた伊佐夫に「お前金を持っているのか?」と気にかけられていたことを語っていた。また、2017年現在は競馬評論家をしながら、一社会人として、一般の工場で勤務していることを明かした。また、タイ滞在中に現在の妻と再婚し、1男を授かったことを安田の口から明らかにした。翌2017年12月号ではタイで国際結婚したエピソードや工場勤務の苦労、タイのゲストハウスで元ヤクザの猫組長と対話していたこと、競馬評論家の活動に本腰を入れるためにKKベストセラーズの競馬最強の法則の編集部に自らを売り込んだことを明かしている。
売り込みが功を奏して、同年末発売の「競馬最強の法則」2018年1月号より「安田康彦元騎手の騎乗考 ヤスヤスとはいかせない!」との記事タイトルで連載を開始した。その後2020年11月には時折愛知県の工場に派遣されて勤務しながら大阪市西成区のあいりん地区を拠点として日雇い労働者として働いていることを、安田自らが週刊誌で明かしている。
2021年より大洋図書から出版されている雑誌「実話ナックルズウルトラ」で「元JRA騎手 安田康彦の競馬はあんまり興味ないんです。」の連載を開始した。相前後して「Door Scope Yasuo」名義でTwitterとYouTubeを開始し、YouTuberとしての活動も開始している。

## 騎乗成績
|            | 日付           | 競馬場・開催  | レース名   | 騎乗馬             | 頭数 | 人気 | 着順 |
| ---------- | -------------- | ------------- | ---------- | ------------------ | ---- | ---- | ---- |
| 初騎乗     | 1991年03月02日 | 1回中京3日02R | 4歳未勝利  | ロンググレート     | 16   | 3    | 6    |
| 初勝利     | 1991年03月16日 | 1回中京7日03R | 4歳未勝利  | ロンググレート     | 13   | 4    | 1    |
| 重賞初騎乗 | 1991年03月31日 | 3回京都4日11R | 産経大阪杯 | マルシゲアトラス   | 10   | 10   | 5    |
| 重賞初勝利 | 1992年08月02日 | 2回札幌8日11R | 札幌3歳S   | テイエムハリケーン | 14   | 3    | 1    |
| GI級初騎乗 | 1992年12月13日 | 5回中山4日11R | 朝日杯3歳S | テイエムハリケーン | 12   | 4    | 8    |
| GI級初勝利 | 1999年10月24日 | 4回京都6日11R | 秋華賞     | ブゼンキャンドル   | 18   | 12   | 1    |

### 重賞勝利一覧
- 1992年
  - 札幌3歳ステークス（テイエムハリケーン）
- 1996年
  - 小倉大賞典（アラタマワンダー）
  - 武蔵野ステークス（キソジゴールド）
- 1997年
  - 北海道スプリントカップ（メイショウモトナリ）
  - スーパーダートダービー（メイショウモトナリ）
- 1998年
  - 名古屋大賞典（メイショウモトナリ）
  - 鳴尾記念（サンライズフラッグ）
- 1999年
  - かきつばた記念（メイショウモトナリ）
  - 京成杯オータムハンデキャップ（サンライズアトラス）
  - 秋華賞（ブゼンキャンドル）
- 2000年
  - 中京記念（メイショウドトウ）
  - 金鯱賞（メイショウドトウ）
- 2001年
  - 京都記念（マックロウ）
  - 日経賞（メイショウドトウ）
  - 宝塚記念（メイショウドトウ）
  - デイリー杯2歳ステークス（ファストタテヤマ）
- 2002年
  - 京都新聞杯（ファストタテヤマ）
- 2004年
  - ファルコンステークス（キョウワハピネス）